# Šprinc
Šprinc este o localitate din comuna Razkrižje, Slovenia, cu o populație de 112 locuitori.